# Jean Sablon
Pour les articles homonymes, voir Sablon.
Jean Sablon est un auteur-compositeur-interprète français, né le 25 mars 1906 à Nogent-sur-Marne en France et mort le 24 février 1994 à Cannes en France.
Il est l'un des premiers chanteurs français à s'intéresser au jazz. Créateur de plusieurs œuvres de Mireille et Jean Nohain, puis de Charles Trenet, il est le premier à utiliser un microphone sur une scène française en 1936, nouveauté technique qui permet aux chanteurs de charme de susurrer leur texte, ce qui était impossible auparavant, seuls les chanteurs à voix puissante parvenant à se faire entendre sans micro dans un théâtre. 
Vedette du disque et de la radio, il quitte la France en 1937 pour un contrat à la NBC. Ses shows font de lui une vedette de premier plan aux États-Unis. Chanteur français désormais le plus international de sa génération, il devient l'ambassadeur de la chanson et se consacre à ses tournées sur le plan international, retrouvant régulièrement les principales salles françaises. Il conclut ses soixante-et-un ans de carrière par d'ultimes « adieux » en 1984.

## Biographie

### Débuts
Élève du lycée Charlemagne à Paris, Jean Sablon le quitte pour le Conservatoire de Paris. Arrivé trop tard pour l'inscription, il se concentre sur sa carrière de chanteur. Il débute à l'âge de dix-sept ans dans l'opérette à Paris. C'est ainsi qu'il partage en 1923 la scène avec Jean Gabin dans La Dame en décolleté puis, en 1925, avec Charles Boyer et Renée Falconetti dans Simili. On le retrouve en 1927 dans la revue de Rip Au temps de Gastounet, avec Jacqueline Delubac. Paul Colin réalise la première affiche du jeune chanteur. Il est de l'opérette Lulu avec Fernand Gravey, puis s'embarque pour une traversée transatlantique notamment en compagnie de Georges Milton pour aller inaugurer le théâtre du Copacabana Palace à Rio de Janeiro. En 1929, Jean Sablon effectue son premier enregistrement d'essai pour Columbia avec Georges van Parys, et partage la distribution des opérettes Vive Leroy, avec Arletty, Dranem et Jacqueline Delubac, puis Music-hall, avec Damia et Germaine Rouer. L'année suivante, il enchaîne dans Cocktail 328, avec Damia, et tourne son premier film, Chacun sa chance. Jean Gabin y effectue également ses premiers pas dans le 7e art. Henri Diamant-Berger le sollicite en 1931 pour le tournage de Tante Aurélie, aux côtés de sa sœur, Germaine Sablon. Il remonte sur les planches dans la Revue argentine puis Parade de femmes avec Carlos Gardel. C'est toujours en 1931 qu'il rencontre Mireille par le truchement de l'éditeur Raoul Breton. Autre rencontre de taille, il découvre Django Reinhardt à la Boîte à Matelots. Côté scène, il est avec Mistinguett au Casino de Paris dans Paris qui brille grâce à Oscar Dufrenne, auquel les deux artistes sont très liés.

### Rencontre avec Django Reinhardt
1932 est riche en enregistrements, réalisés par Columbia. Jean Sablon y est accompagné par Don Baretto, chante avec sa sœur Germaine et, accompagné par la pianiste-compositrice Mireille, interprète les chansons de l'« opérette disquée » Un mois de vacances, dont  Couchés dans le foin est un succès. En 1933, Jean Sablon se retrouve avec Reda Caire dans l'opérette. Il est accompagné par Django Reinhardt. Il en grave les succès avec ce dernier, qu'il impose aux studios d'enregistrement, Columbia n'osant initialement pas prendre le risque de multiplier les prises, coûteuses à l'époque, avec ce guitariste ne sachant pas lire la musique. Jean Sablon devient ainsi le premier interprète à avoir enregistré avec Django. Il s'envole ensuite avec Mireille pour les États-Unis à l'invitation de Ramon Novarro, célèbre Ben-Hur à l'écran, et séjourne à Hollywood. Il donne un récital dans le théâtre de l'acteur devant un parterre de stars du 7e art. Une carrière à Hollywood étant conditionnée à la mise en scène d'une vie hétérosexuelle, il préfère rentrer à Paris, où il crée Ce petit chemin.
C'est en 1934 que Jean Cocteau incite Jean Sablon à faire son premier tour de chant (formule plus tard qualifiée de one man show) accompagné au piano par Wiener et Doucet au Rococo, établissement appartenant à Louis Moyses. Le cabaret londonien Monseigneur l'engage. Son succès sur la radio BBC avec son trio (Django Reinhardt, André Ekyan et Alec Siniavine) est tel que les programmes sont modifiés pour lui permettre plusieurs retransmissions. En France, il se produit à Nice avec Django Reinhardt et Joséphine Baker. Il assure l'inauguration du nouveau Bœuf sur le toit, donne un récital au Rex à Paris puis est de la distribution de Femmes en folie aux Folies Bergère. En 1935, c'est au Théâtre des Dix Francs de l'accueillir dans Pirouette 35. Il crée au Bœuf sur le toit la chanson These Foolish Things (Ces petites choses).
Le film Le Petit Chemin réunit en 1936 Jean Sablon et Mireille. Leur interprétation de Ce petit chemin constitue en quelque sorte une préfiguration des clips vidéo. Jean Sablon devient présentateur de l'émission radiophonique Cadum Variétés. Il y chante également. Il y recevra Maurice Chevalier, Damia, Fernandel, Mistinguett, Yvette Guilbert, Albert Préjean, Henri Garat, etc. On lui confie également un show radio, The Magic Key. Il se rend au Café de Paris à Londres pour un tour de chant, rejoint la France pour son engagement dans Le Chant des tropiques au Théâtre de Paris. C'est au théâtre Mogador puis à Bobino qu'il fait scandale en utilisant un micro, ce qui est une première en France.

### La consécration
En 1937, Jean Sablon remporte le Grand Prix du disque pour la chanson Vous qui passez sans me voir, écrite à son intention par Charles Trenet, Johnny Hess et Paul Misraki. La même année, engagé par les producteurs de The Magic Key, convaincus par son succès en France, il part pour New York animer l'émission depuis les studios de la NBC. Il réalise plusieurs enregistrements en anglais. Des célébrités lui proposent leurs œuvres à créer tels Cole Porter (In the Still of the Night) et George Gershwin (Love Walked in).
À Hollywood, Jean Sablon est engagé pour tourner dans La Grande Farandole avec Fred Astaire et Ginger Rogers. En désaccord avec la production, il exige le retrait des passages où il figure. La version définitive conserve seulement son interprétation de Darktown Strutters Ball. Dans la capitale du cinéma, il se produit au Trocadero, anime et chante dans l'émission radio Hollywood Hotel où il reçoit de nombreuses vedettes. En janvier 1939, il se rend à Montréal, où il se produisait en 1937, et y crée une version swing de Sur le pont d'Avignon qui connaîtra un succès international. Il y fait la rencontre de la Bolduc, dont le turlutage et les chansons truculentes l’impressionnent fortement. Il fait découvrir la Bolduc à Charles Trenet. Au cours des années 1940, il accueille le Salon Jean Sablon sur la radio Columbia Broadcasting System et est accompagné par l'accordéoniste-compositeur américain John Serry Sr. (Toots Camarata - arrangeur musical), Il revient à Paris pour se produire à l’ABC et effectue dans la capitale des essais pour la télévision, encore expérimentale. Il retourne en Amérique, où il habite depuis 1937. À Broadway (New York) puis à Boston, il tient la vedette à de la comédie musicale Streets of Paris. Le producteur lui adjoint Carmen Miranda, qui se produit à cette occasion pour la première fois hors du Brésil. Il se rend lui-même au Brésil pour des récitals au Casino Atlantico à Rio.

### La guerre
Jean Sablon fait sa rentrée en 1940 au Brésil, au Teatro Municipal de São Paulo, et monte pour la première fois sur les scènes d'Argentine, d'Uruguay et du Chili. En 1941, il multiplie les prestations à New York, au Waldorf Astoria, au Plaza et au San Regis, se produit à Los Angeles et à Cuba et multiplie en 1942 les tournées aux États-Unis, au Brésil et en Argentine.
Tandis qu'en Europe, à Londres, sa sœur Germaine Sablon crée en 1943  Le Chant des partisans, hymne de la Résistance, Jean Sablon chante encore au Brésil, en Argentine et en Uruguay. Des tournées qui se prolongent jusqu'en 1945. Il fait alors sa rentrée à New York, Chicago et Washington.

### La Libération
L'année suivante, l'accueillent les scènes de New York, Hollywood, Boston, Bruxelles (ABC), Paris (ABC), Mexique et du Canada. Une nouvelle tournée aux États-Unis l'emmène en 1947 et 1948 à La Nouvelle-Orléans, San Francisco, Hollywood (Ciro's), Boston, Los Angeles (Beverly Hills), Palm Beach puis au Brésil, en Argentine et au Canada.
Son enregistrement des Feuilles mortes à New York, à l'été 1947 (RCA Victor 855332), est le plus précoce connu à ce jour.
À Londres, au Palladium, il succède en 1948 à Danny Kaye, égalant le record de recettes enregistré par celui-ci. En France, Jacqueline François remporte le Grand prix du disque avec C'est le printemps (It Must Aswell Be Spring), dont Jean Sablon a écrit les paroles françaises.
Les scènes internationales se succèdent encore. En 1949, New York, les Pays-Bas, la Suisse, la France et une tournée anglaise. En 1950, c'est au tour de la Suisse (Gstaad) puis du Royaume-Uni (pour une nouvelle tournée). C'est à Londres qu'il enregistre le 30 mars 1950 C'est si bon s avec l'orchestre de Woolf Phillips. Le 23 novembre de la même année, il enregistre la version anglaise (paroles de Jerry Seelen) à Buenos Aires avec l'orchestre d'Emil Stern.  Entre-temps, il se rend aux Pays-Bas et au Brésil. Il clôt son parcours sud-américain en Uruguay et au Chili. Paris l'applaudit au Théâtre de l'Étoile. C'est également à Paris que Gene Kelly lui rend visite pour le convaincre – sans succès - d'accepter dans Un Américain à Paris le rôle d'Henri Baurel. C'est Georges Guétary qui acceptera finalement le rôle.
Retour en Amérique du Sud en 1951 puis aux États-Unis, Canada, Portugal, Maroc, Algérie, Grèce, Italie et en Égypte. Il rejoint Paris pour le tournage de Paris chante toujours. En 1952, il retrouve le Brésil, effectue une tournée française et rallie les États-Unis : New York, Los Angeles et Las Vegas, où il devient le premier Français à avoir son propre show. Sans désemparer, il s'envole en 1953 pour le Mexique, Cuba, les États-Unis, le Brésil et accomplit la tournée Moss Empire au Royaume-Uni et en Irlande. Le public espagnol l'applaudit en 1954, ainsi que celui d'Italie, de Londres, et de Grèce. Il se rend ensuite au Liban, en Inde et est engagé pour le Tivoli Circuit (Australie). Il reste près d'un mois à l'affiche de l'Olympia. Toujours épris de voyages, il se produit en 1955 en Nouvelle-Zélande puis se rend à Tahiti, Panama et au Venezuela avant de se produire au Copacabana Palace (Rio de Janeiro). Il commence l'année 1956 devant le public d'Uruguay, retourne à Cuba et retrouve New York. Rien de tel ensuite qu'une année sabbatique…

### Tournées internationales
En 1958, l'activité reprend : Londres l'applaudit puis Paris et diverses villes françaises. Les déplacements redeviennent plus nombreux l'année suivante : États-Unis, Canada, Afrique du Sud, Rhodésie du Sud et du Nord, Belgique et Égypte. Retour en Belgique en 1960 puis en France et en Angleterre (Londres). La télévision, en plein essor, lui permet d'éviter certains déplacements tout en touchant un large public. Il multiplie les apparitions sur le petit écran en Europe et outre-Atlantique. Ce qui n'empêche pas l'“Ambassadeur de la chanson française” de se rendre en 1961 en Grèce, en Argentine, au Chili, au Pérou, en Uruguay, au Brésil, en Allemagne, aux États-Unis et au Canada. C'est également au Zèbre à carreaux que le public parisien peut venir l'entendre.
Jean Sablon retrouve en 1962 les publics new-yorkais ainsi que belge et parisien, à la Tête de l'art. Il crée Syracuse de Bernard Dimey et Henri Salvador.
Les déplacements se succèdent encore de 1963 à 1965 : Pays-Bas, Espagne, Italie, Suisse, Liban, France, Royaume-Uni, Belgique. Retour en Italie puis déplacements en Allemagne, Grèce, Afrique du Sud et Mozambique. En France, il introduit la Fille d'Ipanéma.
En 1966, il effectue plusieurs récitals à Hong-Kong. Il reste trois mois au Japon, retrouve le public australien puis se rend en Nouvelle-Calédonie, au Brésil et en Iran ,où il chante pour le chah. Il est engagé aux Bermudes en 1967 puis au Royaume-Uni et poursuit ses voyages de chanteur itinérant aux Philippines, à Hong-Kong, au Japon et fait sa rentrée au Waldorf Astoria (New York).
Résolu à limiter dorénavant les voyages lointains, il s'installe dans sa maison de Théoule-sur-Mer. Il se produit au cabaret Don Camillo à Paris et est de la première émission en couleurs Musicolor. Il chante ensuite à Londres puis aux Bermudes.
Pierre Granier-Deferre le sollicite en 1971 pour enregistrer Le Temps des souvenirs, bande originale du film Le Chat. Jean Sablon prendra part à de nombreuses émissions télévisées tout au long des années 1970 et 1980, en France (Bernard Lion, Jean-Christophe Averty, Maritie et Gilbert Carpentier, Jacques Martin, Michel Drucker, Guy Lux, etc.), en Suisse, Italie, Bulgarie, aux États-Unis, au Brésil, etc. Il ne néglige pas les prestations pour la bonne cause : Gala de la Croix-Rouge à Monaco en 1972, Gala pour la restauration du château de Versailles en 1973. Il cède cette année-là aux demandes du Brésil et se produit à Rio et à São Paulo pour le Festival international de la chanson, puis en Uruguay. Il se produit en 1975 au cabaret La Tour Eiffel.

### Fin de carrière et décès

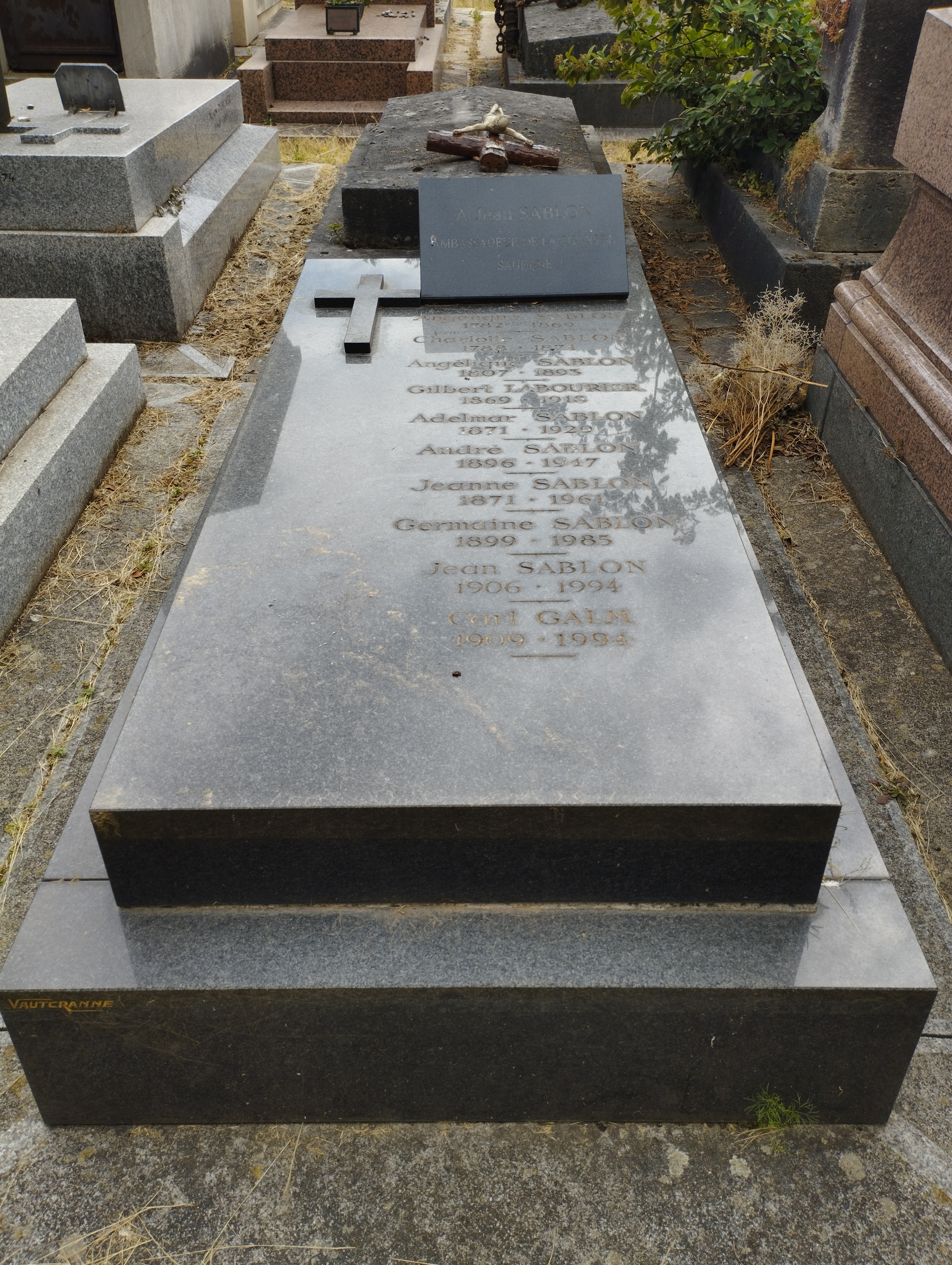
Tombe de Jean Sablon au cimetière du Montparnasse (division 6).

George Wein et Bobby Short lui proposent de célébrer ses 75 ans au Lincolm Center (Avery Fisher Hall) avec l'orchestre de Frank Sinatra. Il fait à cette occasion ses adieux au public américain. Ses adieux à Paris, en 1982, sont transmis en prime time depuis le Pavillon Gabriel (ancien Alcazar d'été). C'est le Copacabana Palace à Rio de Janeiro qui sera, en 1984, le cadre de ses ultimes adieux.
Jean Sablon meurt le 24 février 1994 à Cannes. Il est inhumé au cimetière du Montparnasse (division 6) avec les siens et Carl Galm.

### Famille
Jean Sablon est le fils de Charles Sablon et de Jeanne Sablon, le frère d'André Sablon, Marcel Sablon et Germaine Sablon et l'oncle de Jacques Sablon. Homosexuel et n’en faisant pas mystère, il ne s’est pas marié et n’eut pas d’enfants,. En 1937, il rencontre Carl Galm (1909-1994), qui sera son manager et son compagnon jusqu'à leurs décès, après 57 ans de vie commune. En 1945, il annonce qu'il va se marier avec Jacqueline Delubac.

## Postérité
Jean Sablon est devenu l’un des chanteurs français masculins les plus applaudis ; par sa popularité tout au long de sa carrière, il est classé juste après Maurice Chevalier. Ses disques se sont vendus par millions à travers le monde et on a souvent dit qu’il était l’équivalent en France de Bing Crosby aux États-Unis. Au cours de sa carrière, il enregistra en compagnie de grands musiciens, notamment Django Reinhardt, avec lequel il fut le premier chanteur à avoir enregistré, et Stéphane Grappelli. Comptant parmi les premiers interprètes de Francis Lemarque, il a également été auteur lyrique et compositeur.
Il fut aussi le premier chanteur français à utiliser un microphone en 1936, ce qui le fit surnommer « le Chanteur sans voix » (ainsi que, par dérision, « le P'tit qu'a l'son court »).

## Hommages
- Une rue du Château-d'Olonne porte son nom.

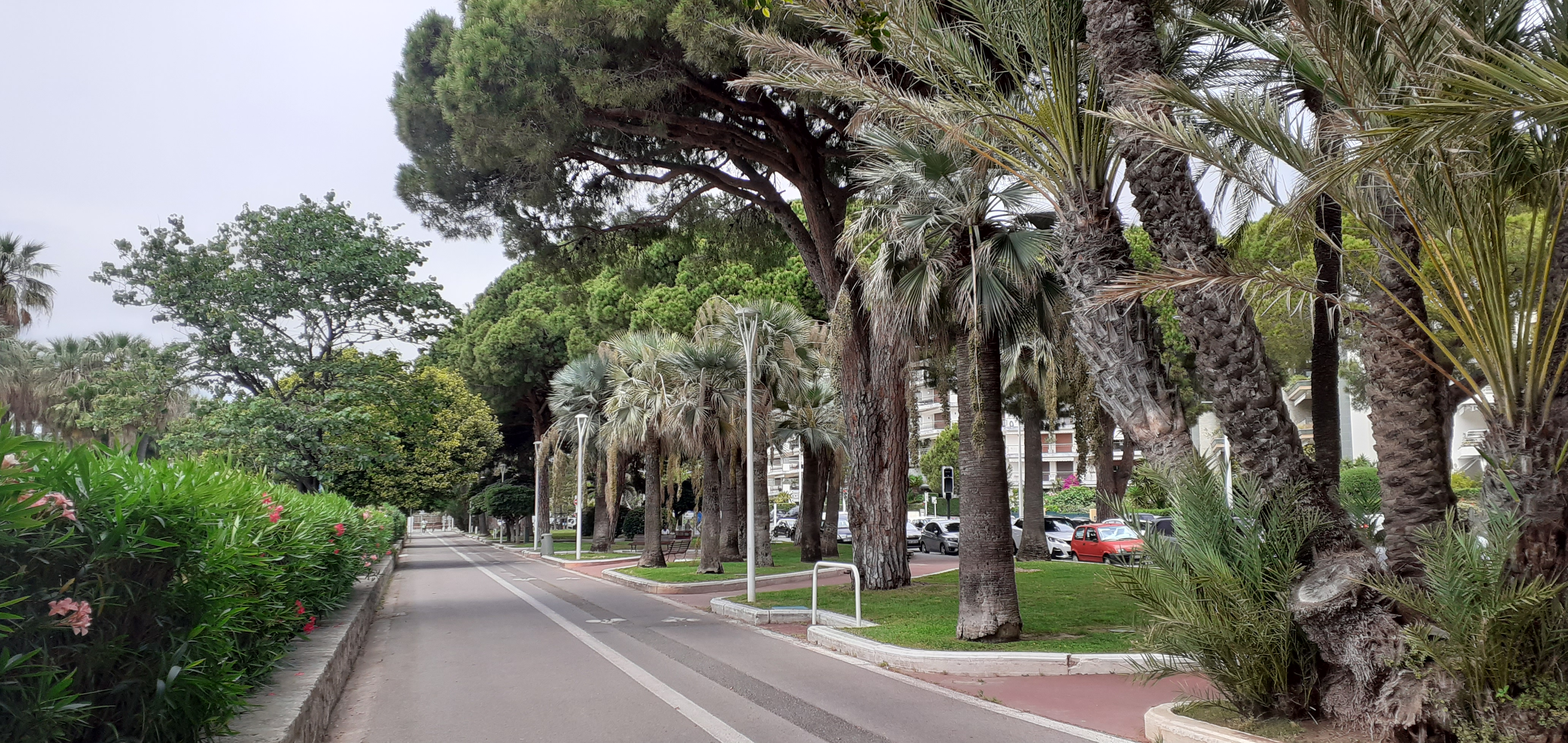
L'allée Jean-Sablon à Cannes.

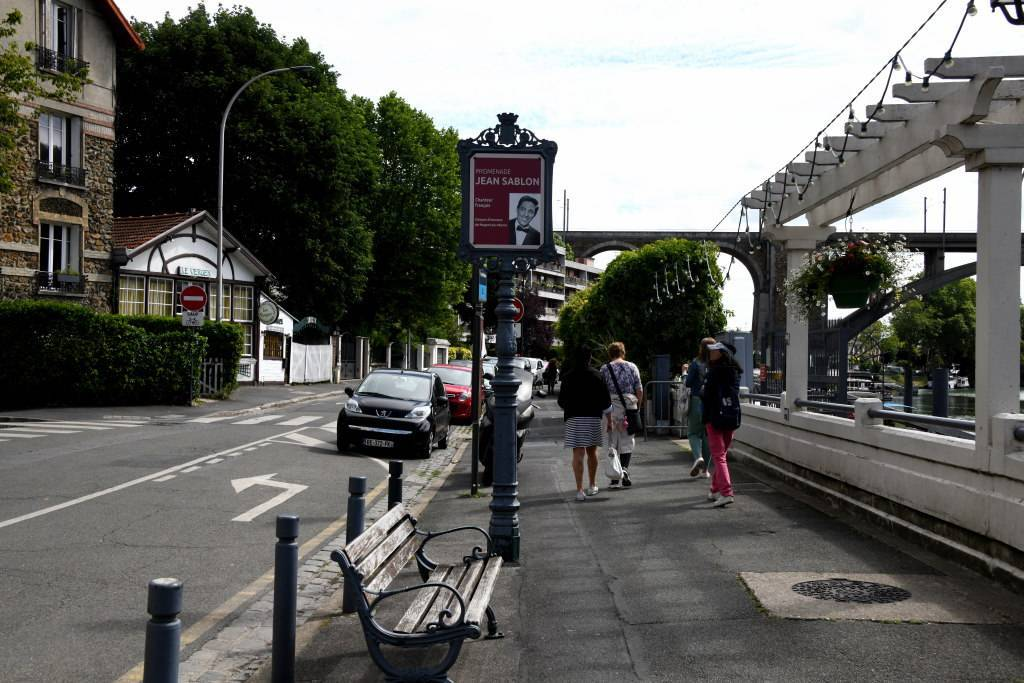
la promenade Jean-Sablon, quai du Port, à Nogent-sur-Marne.

- Le 30 avril 2004 est inaugurée l’allée Jean-Sablon dans le jardin du Ranelagh (le long de l'avenue Ingres) dans le 16e arrondissement de Paris.
- Le 7 septembre 2006 est inaugurée au bord de la Marne la promenade Jean-Sablon (dans le prolongement du quai du Port passant sous le viaduc ferroviaire) à Nogent-sur-Marne.
- Le 10 avril 2010 est inaugurée l’allée Jean-Sablon dans le square de Verdun (à la Pointe Croisette), à Cannes (Alpes-Maritimes).
- Le 15 mai 2015 est inaugurée l’esplanade Jean-Sablon à Théoule-sur-Mer.
- Le 18 juin 2022, au 6, rue Foucault, dans le 16e arrondissement de Paris, une plaque indiquant qu'il vécut à cet endroit est dévoilée par Isabelle Aubret.

## Discographie
Voir la discographie complète.
- Vous qui passez sans me voir

- J'attendrai

- C'est si bon

- Les Feuilles mortes

- Sur le pont d'Avignon

- La Vie en rose

- Maladie d'amour

- Puisque vous partez en voyage

- C'est le printemps

- Ce petit chemin
- Miss Otis Regrets
- Si tu m'aimes
- La Chanson des rues
- Ces petites choses
- Rhum et Coca-Cola

- Insensiblement
- Le Petit Déjeuner
- Un baiser
- Comment t'oublier ?
- La Dernière Bergère
- Rendez-vous sous la pluie
- Cette chanson est pour vous

- Je tire ma révérence

- Syracuse

## Revues
- 1927 : Au temps de Gastounet, revue de Rip, Théâtre des Bouffes-Parisiens.
- 1931 : Revue Argentine, revue de Manuel Romero et Bayon Herrera. Parade de femmes, revue d'Henri Varna, Léo Lelièvre et Marc-Cab, toutes deux au Palace. Paris qui brille, revue d'Henri Varna, Léo Lelièvre et Earl Leslie, Casino de Paris.
- 1932 : Ces messieurs dames, revue de Francis Carco, Le Studio de Paris.
- 1934 : Femmes en folie, revue de Maurice Hermitte et Jean Le Seyeux, Folies Bergère.
- 1935 : Pirouette 35, revue de Fernand Rouvray et Max Eddy, Théâtre des Dix Francs.

## Opérettes
- 1924 : Madame, opérette d’Albert Willemetz, musique d'Henri Christiné. En chemyse, opérette d’Albert Willemetz et Pierre Henri Cami, musique de Raoul Moretti, toutes deux au Théâtre des Bouffes-Parisiens.
- 1928 : Lulu, opérette de Serge Veber, musique de Georges van Parys et Philippe Parès, Théâtre Daunou.
- 1929 : Vive Leroy, opérette d'Henri Géroule et René Pujol, musique de Fred Pearly et Pierre Chagnon, Théâtre des Capucines.
- 1933 : Dix-neuf ans, opérette de Jean Bastia, musique de Pascal Bastia, Théâtre Daunou.
- 1936 : Le Chant des tropiques, opérette de Louis Sauvat et Champfleury, musique de Moisés Simóns, Théâtre de Paris.

## Comédies musicales
- 1923 : La Dame en décolleté, comédie musicale d’Yves Mirande et Lucien Boyer, musique de Maurice Yvain, Théâtre des Bouffes-Parisiens.
- 1925 : Trois jeunes filles nues, comédie musicale d’Yves Mirande et Albert Willemetz, musique de Raoul Moretti, Théâtre des Bouffes-Parisiens.

## Filmographie
- 1925 : Madame Sans-Gêne de Léonce Perret. (figuration non créditée au générique)
- 1930 : Chacun sa chance de René Pujol et Hans Steinhoff.
- 1939 : La Grande Farandole de H. C. Potter. (figuration non créditée au générique)
- 1951 : Paris chante toujours de Pierre Montazel. (Jean Sablon y joue son propre rôle)

### Documentation
- Hall de la chanson
- Les Gens du cinéma
- Cimetières de France et d’ailleurs